# Mathieu Bisséni
Mathieu Bisséni Yethna Bi N’Kondock (* 2. Januar 1950 in Berbérati) ist ein ehemaliger zentralafrikanisch-kamerunisch-französischer Basketballspieler.

## Laufbahn
Bisséni wuchs in der Zentralafrikanischen Republik auf, er begann im Alter von zehn Jahren mit dem Basketball, mit 15 Jahren wurde er in die Nationalmannschaft des Landes berufen. 1970 wurde er Nationalspieler Kameruns.
1971 kam der 2,03 Meter große Innenspieler nach Frankreich und spielte fortan für NB Orthez. Bisséni stieg 1973 mit der Mannschaft in die erste französische Liga auf und gleich wieder ab, 1975 kehrte er mit Orthez in die höchste Spielklasse zurück und blieb bis 1986 Spieler des Erstligisten. Mitte März 1984 bezwang er mit Orthez unter der Leitung des US-amerikanischen Trainers George Fisher im Endspiel des Europapokalwettbewerbs Korać-Cup Roter Stern Belgrad mit 97:73. Bisséni stand gegen Belgrad in der Anfangsaufstellung und erzielte in dem Spiel vier Punkte und holte zehn Rebounds. In seiner letzten Saison in Orthez (1985/86) wurde er mit der Mannschaft französischer Meister, Bisséni stand im Meisterjahr in 36 Partien auf dem Feld und erzielte im Schnitt 2,9 Punkte und 2,4 Rebounds je Begegnung.
Bisséni bestritt 91 Länderspiele für Frankreich, er nahm mit der Auswahl an den Europameisterschaften 1977 und 1979 teil. Bei der EM 1977 erzielte er im Turnierverlauf 6,3 und 1979 6,2 Punkte pro Begegnung.
Seine Tochter Éva Bisséni war Mannschaftseuropameisterin im Judo und Weltmeisterin im Jujitsu, sein Sohn Brice Bisséni war Basketballprofi. 2013 erschien das Buch „Mathieu Bisséni. De Berbérati à Orthez“ (deutsch: Mathieu Bisséni. Von Berbérati nach Orthez), das seine Lebensgeschichte erzählt.